# Dichaetomyia fumaria
Dichaetomyia fumaria är en tvåvingeart som först beskrevs av Stein 1906.  Dichaetomyia fumaria ingår i släktet Dichaetomyia och familjen husflugor. Inga underarter finns listade i Catalogue of Life.